# PHN Tower

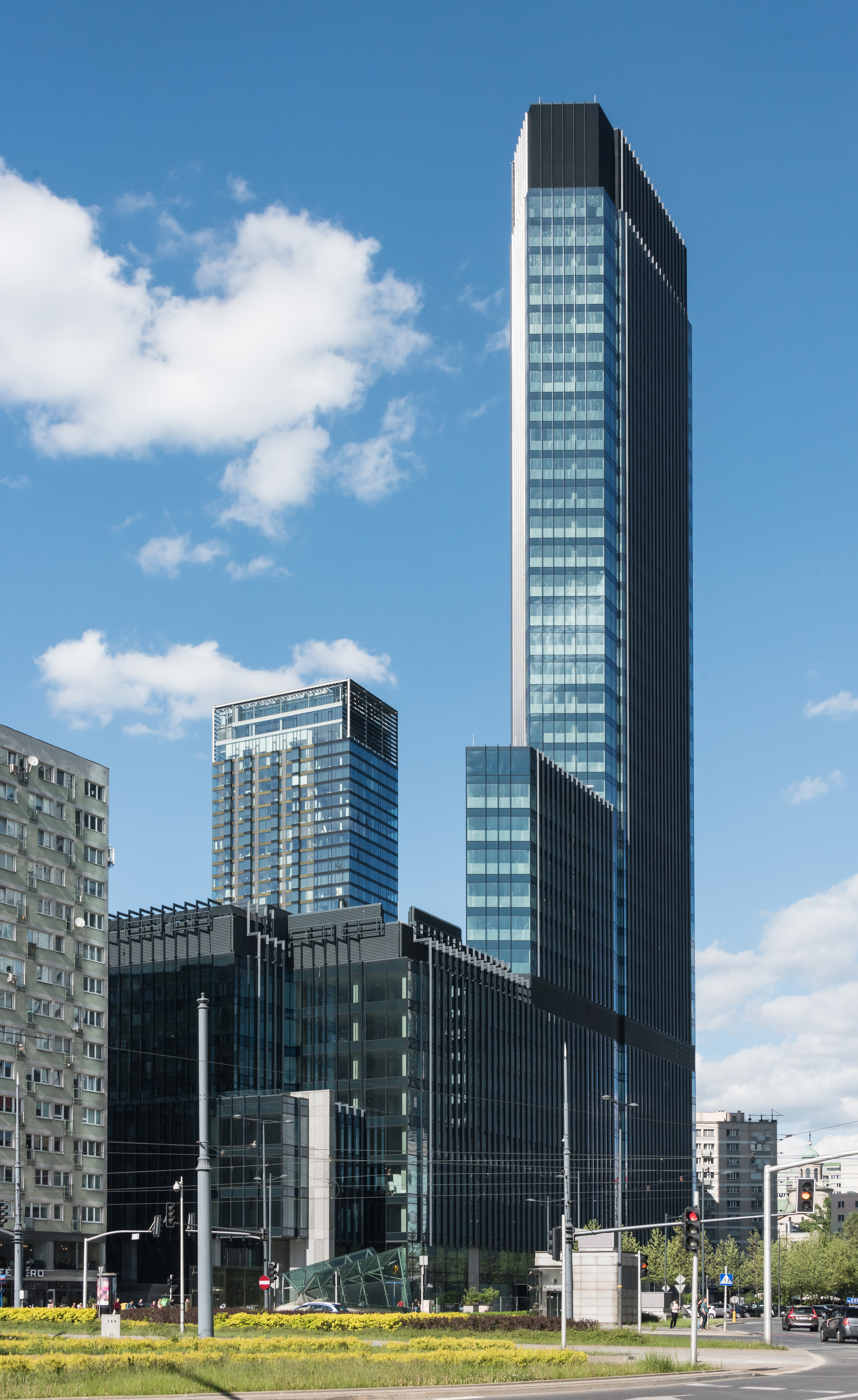
Mai 2022

Der PHN Tower (auch: Skysawa und früher City Tower genannt) ist ein Hochhaus im Warschauer Innenstadtdistrikt. Es ist nach dem Bauherrn, der Polski Holding Nieruchomości (PHN), benannt. Unter dem Begriff wird ein Gebäudekomplex von drei verschieden hohen Gebäuden vermarktet. Das Ensemble liegt an einem Warschauer Verkehrsknotenpunkt, dem Kreisverkehr Rondo ONZ, an dem sich die Straßen Ulica Świętokrzyska bzw. Ulica Prosta und Aleja Jana Pawła II kreuzen. Das Objekt wird die Anschrift Świętokrzyska 36 führen.
Das dreiteilige Gebäudeensemble wird anstelle eines zehngeschossigen Wohn- und Gewerbegebäudes aus den 1960ern errichtet, welches im Jahr 2018 abgerissen wurde. Das Projekt zum PHN Tower stammt vom Architekturstudio Polsko-Belgijska Pracownia Architektury. Die Vermarktung übernimmt Colliers International. Der Baubeginn erfolgte Anfang des Jahres 2019 und soll mit der Fertigstellung des Hochhauses im Jahr 2024[veraltet] abgeschlossen sein.
Das sich im Bau befindliche, erste Bürogebäude wird über neun Stockwerke verfügen und eine Nutzfläche von 11.000 Quadratmeter bieten. Es soll bereits 2021[veraltet] fertiggestellt sein. Das Hochhaus wird mit 40 Stockwerken eine Höhe von 150 Metern (Dach) bzw. 155 Meter (Aufbauten) erreichen. Die Gesamtnutzfläche wird 65.000 Quadratmeter betragen, wovon 36.500 Quadratmeter auf Bürofläche entfallen. In einem der Gebäude soll ein Hotel eröffnet werden. Der Komplex soll BREEAM-zertifiert werden. Die Gesamtkosten sollen etwa 480 Millionen Złoty betragen.